# Porte-de-Benauge
Porte-de-Benauge ist eine französische Gemeinde mit 591 Einwohnern (Stand 1. Januar 2022) im Département Gironde in der Region Nouvelle-Aquitaine. Sie gehört zum Arrondissement Langon und ist Mitglied im Gemeindeverband Communauté de communes rurales de l’Entre-Deux-Mers.
Die Gemeinde erhielt 2024 die Auszeichnung „Eine Blume“, die vom Conseil national des villes et villages fleuris (CNVVF) im Rahmen des jährlichen Wettbewerbs der blumengeschmückten Städte und Dörfer verliehen wird.
Das heutige Porte-de-Benauge entstand mit Wirkung vom 1. Januar 2025 als Commune nouvelle durch Zusammenlegung der bisherigen, gleichnamigen Commune nouvelle Porte-de-Benauge mit der bisherigen Gemeinde Saint-Genis-du-Bois, die den Status einer Commune déléguée in der neuen Gemeinde besitzt. Der Verwaltungssitz befindet sich im Ort Porte-de-Benauge.
Der Ortsteil Porte-de-Benauge entstand seinerseits am 1. Januar 2019 als Commune nouvelle durch die Zusammenlegung der früheren Gemeinden Arbis und Cantois.

## Gemeindegliederung
| Ortsteil                           | ehemaliger INSEE-Code | PLZ   | Fläche (km²) | Einwohnerzahl (2022) |
| ---------------------------------- | --------------------- | ----- | ------------ | -------------------- |
| Porte-de-Benauge (Verwaltungssitz) | 33008                 | 33760 | 16,74        | 505                  |
| Saint-Genis-du-Bois                | 33409                 | 33760 | 02,34        | 086                  |

## Geografie
Porte-de-Benauge liegt etwa 32 Kilometer südöstlich von Bordeaux und etwa 14 Kilometer nördlich von Langon in der Région naturelle Entre-Deux-Mers. Das Gemeindegebiet befindet sich in den Einzugsgebieten von Garonne und Dordogne. Es wird entwässert vom Ruisseau de Saint-Pierre-de-Bat, vom Ruisseau de la Boye, der es im Süden begrenzt, vom Flüsschen Euille, das es im Südwesten begrenzt, vom zeitweise trockenfallenden Ruisseau de Machique sowie von der Engranne, die es im Nordosten begrenzt.
Das Bodenrelief von Porte-de-Benauge ist hügelig und steigt nach Südwesten hin signifikant an. Dort wird auch mit 109 m die höchste Erhebung der Gemeinde gemessen. Das Zentrum hingegen liegt im Tal des Ruisseau de Saint-Pierre-de-Bat auf etwa 38 m Höhe. Die tiefste Stelle wird im äußersten Südwesten beim Zusammenfluss von der Euille und vom Ruisseau de la Boye mit 23 m gemessen.
Teile des Gebiets von Porte-de-Benauge gehören zu den Natura 2000-Schutzgebieten „Vallée de l'Euille“ (FR7200691) und „Réseau hydrographique de l’Engranne“ (FR7200690) sowie von vier ZNIEFF-Naturzonen.
Umgeben wird Porte-de-Benauge von zehn Nachbargemeinden:
| Ladaux      | Montignac                                   | Martres |
| Escoussans  | Kompassrose, die auf Nachbargemeinden zeigt | Coirac  |
| Donzac Omet | Saint-Pierre-de-Bat Mourens                 | Gornac  |

## Sehenswürdigkeiten

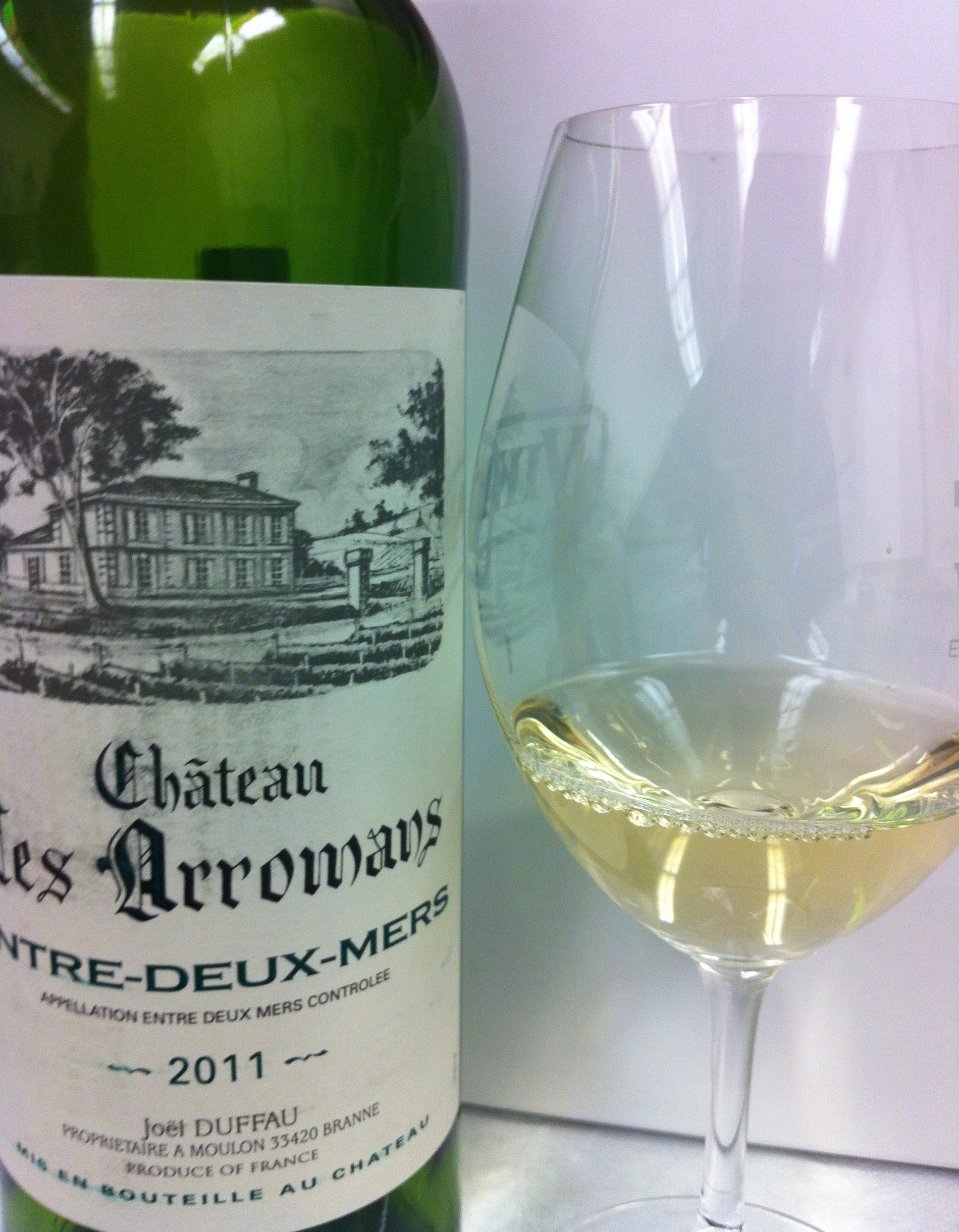
Flasche mit Wein der AOC Entre-Deux-Mers

| Name                     | Ort                 | Bemerkungen                                                       | Bild |
| ------------------------ | ------------------- | ----------------------------------------------------------------- | ---- |
| Pfarrkirche Saint-Martin | Arbis               | 12. Jahrhundert                                                   |      |
| Burg Benauge             | Arbis               | Ende des 13. Jahrhunderts, als Monument historique eingeschrieben |      |
| Pfarrkirche Saint-Seurin | Cantois             | 14. Jahrhundert                                                   |      |
| Pfarrkirche Saint-Genis  | Saint-Genis-du-Bois | 12. Jahrhundert                                                   |      |

## Wirtschaft
Porte-de-Benauge liegt in den Zonen AOC:
- des Bordeaux mit den Appellationen Bordeaux (blanc, blanc avec sucres, clairet, claret, Haut-Benauge, Haut-Benauge avec sucres, rosé, rouge ou claret, supérieur blanc, supérieur rouge),
- des Crémant de Bordeaux (blanc, rosé) sowie
- der Weißweine Entre deux mers mit der Appellation Entre-deux-Mers rouge und der gerade hier vertretenen Appellation Entre-deux-Mers Haut-Benauge.[6]

## Bildung
Die Gemeinde verfügt über zwei öffentliche Grundschulen (Écoles élémentaires) in Arbis bzw. Cantois.

## Verkehr
Die Departementsstraße D 671, die ehemalige Route nationale 671 nach Sauveterre-de-Guyenne, durchquert den äußersten Nordosten von Porte-de-Benauge auf einem etwa 250 Meter langen Abschnitt. Ansonsten liegt die Gemeinde fernab von größeren Verkehrsachsen. Nachgeordnete Departementsstraßen und lokale Landstraßen verbinden die Ortsteile untereinander und mit den Nachbargemeinden.